# Cajarc
Cajarc (en francès Cajarc) és un municipi francès situat al departament de l'Òlt i a la regió d'Occitània.

## Demografia
| 1962                                       | 1968  | 1975  | 1982  | 1990  | 1999  | 2006  |
| ------------------------------------------ | ----- | ----- | ----- | ----- | ----- | ----- |
| 1.020                                      | 1.044 | 1.028 | 1.059 | 1.033 | 1.114 | 1.088 |
| Des de 1962: població sense dobles comptes |       |       |       |       |       |       |

## Administració
| Període | Identitat     | Partit        |
| ------- | ------------- | ------------- |
| 2008-   | Jacques Borzo | Divers gauche |

## Personatges il·lustres
- Françoise Sagan